# 新桥镇 (台州市)
新桥镇，中国浙江省台州市路桥区下辖的一个镇。

## 行政区划
新桥镇现辖：
新良社区、新桥社区、东蓬林村、金大田村、韩家村、前平桥村、长泾村、长洋村、桥头叶村、下林桥村、里洋村、凤阳章村、凤阳铺村、前七份村、十甲陈村、中林村、郑际村、田际村和横龙桥村。